# Gråbröstad markduva
Gråbröstad markduva (Pampusana beccarii) är en fågel i familjen duvor inom ordningen duvfåglar.

## Utseende och läte
Gråbröstad markduva är en knubbig kortbent duva med brun kropp och blågrått på bröst och huvud. Hanen har en glänsande skär fläck på skuldran och, framför allt i Salomonöarna, en lysande vit ögonring. Lätet är ett duvtypiskt hoande "woo-oop" som är dämpat och försvinner lätt bland skogens andra läten.

## Utbredning och systematik
Gråbröstad markduva förekommer på Nya Guinea österut genom Bismarckarkipelagen till Salomonöarna. Den delas in i sju underarter med följande utbredning:
- beccarii – bergstrakter på Nya Guinea
- johannae-gruppen
  - johannae – Karkar Island utanför östra Nya Guinea samt Bismarckarkipelagen utom Amiralitetsöarna och St Matthiasöarna
  - eichhorni – St Matthiasöarna (Mussau och Emira)
  - admiralitatis – Manus Island (Amiralitetsöarna)
  - masculinus – Nissan Island (västra Salomonöarna)
  - intermedius – västra Salomonöarna (Bougainville, Ghizo och New Georgiaöarna)
  - solomonensis – östra Salomonöarna (Guadalcanal, San Cristobal, Santa Ana, Rennell)

Sedan 2014 urskiljer Birdlife International och naturvårdsunionen IUCN alla underarter utom nominatformen beccarii som den egna arten Pampusana johannae. 

### Släktestillhörighet
Arten placerades tidigare i släktet Gallicolumba. Studier visar dock att dessa inte är varandras närmaste släktingar, där vissa står närmare australiensiska duvor som Geopelia. Dessa har därför lyfts ut till ett eget släkte, initialt Alopecoenas men Pampusana har visat sig ha prioritet.

## Levnadssätt
Gråbröstad markduva hittas i höglänta bergsskogar. Där håller den till på marken och springer hellre undan än tar till vingarna när den störs.

## Status
IUCN hotkategoriserar underartsgrupperna (eller arterna) var för sig, båda som livskraftiga.

## Namn
Fågelns vetenskapliga artnamn hedrar Dr Odoardo Beccari (1843-1920), italiensk botaniker, upptäcktsresande samt samlare av specimen i Ostindien och på Nya Guinea.